# Финчли Роуд (станция метро)
Финчли Роуд (англ. Finchley Road) — станция лондонского метро на углу Финчли Роуд и Кэнфилд Гаденс в административном районе Камден. Станция относится ко 2-й транспортной зоне и обслуживается поездами двух линий: Юбилейной и Метрополитен. Станция примыкает к торговому центру О2. Несмотря на название, район Финчли находится милей севернее. На выходе из станции находится огромный супермаркет, который был открыт в 1981 году.

## История станции
Станция Финчли Роуд была открыта 30 июня 1879 года в составе линии Метрополитен Рейлуэй. В 1914 году станция перестраивалась, вход был совмещён со входом в магазин.

## Иллюстрации
- Станция «Финчли Роуд»
- Вход на станцию
- Платформы
- Платформа Юбилейной линии
- Состав 1996 серии на станции